# Лик Богини Янжимы

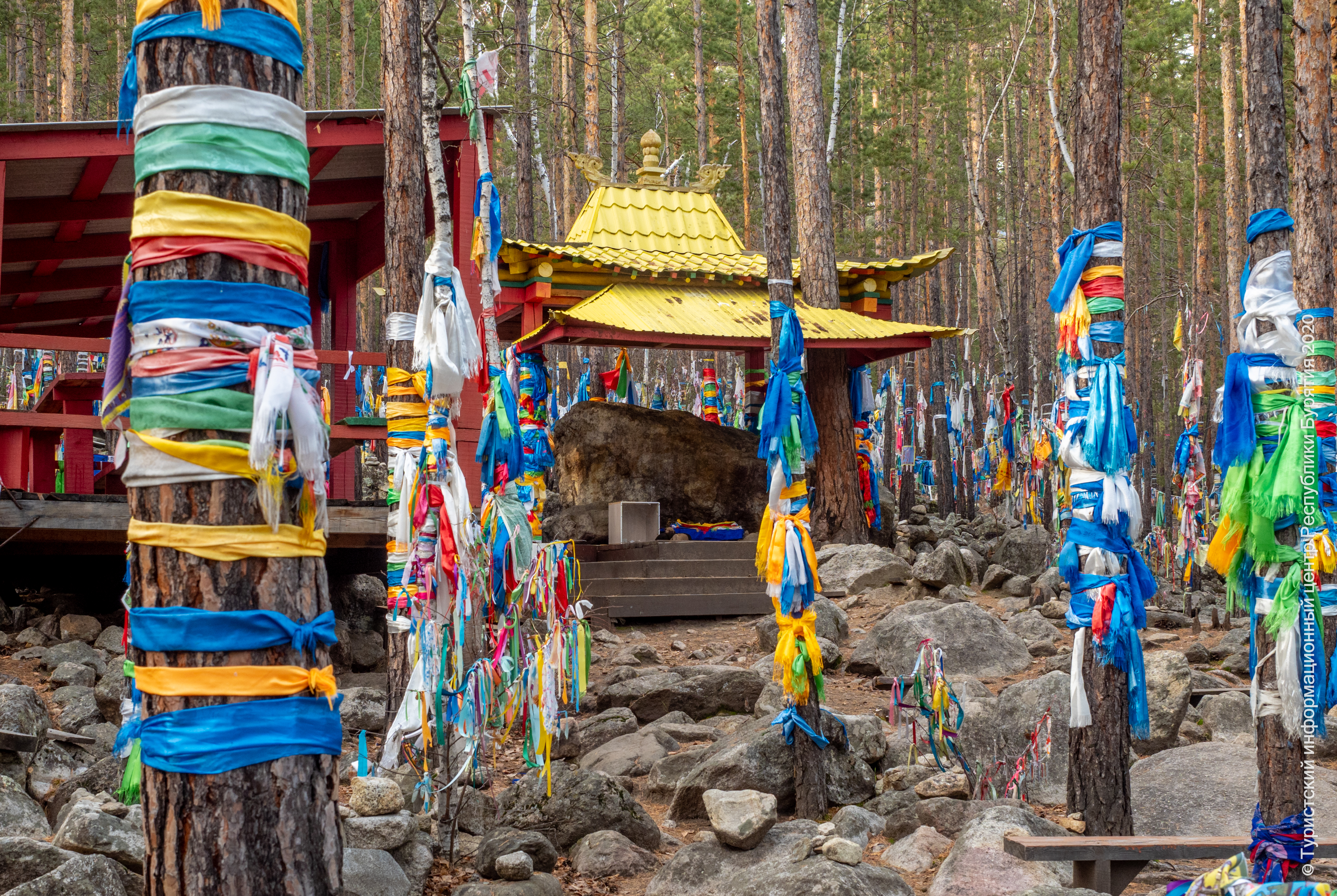
У камня с ликом Богини Янжимы

Лик Богини Янжимы — одна из известных буддийских святынь в Бурятии.
Янжима — бурятское произношение тибетского имени богини Янченмы (тиб. དབྱངས་ཅན་མ, Вайли dbyangs can ma), образ которой восходит к индийской богине Сарасвати. Она является покровительницей искусств, наук, ремесел, мудрости, поэтому буддисты обращаются к Янжиме с просьбой даровать им красноречие, успех в творческих профессиях и эстетические знания. Обычно на буддийской танка Сарасвати изображают в виде прекрасной женщины, которая либо сидит в непринужденной позе и играет на лютне, либо танцует. Мантра Янжимы — «Ом Нама Сара Садже Сууха».

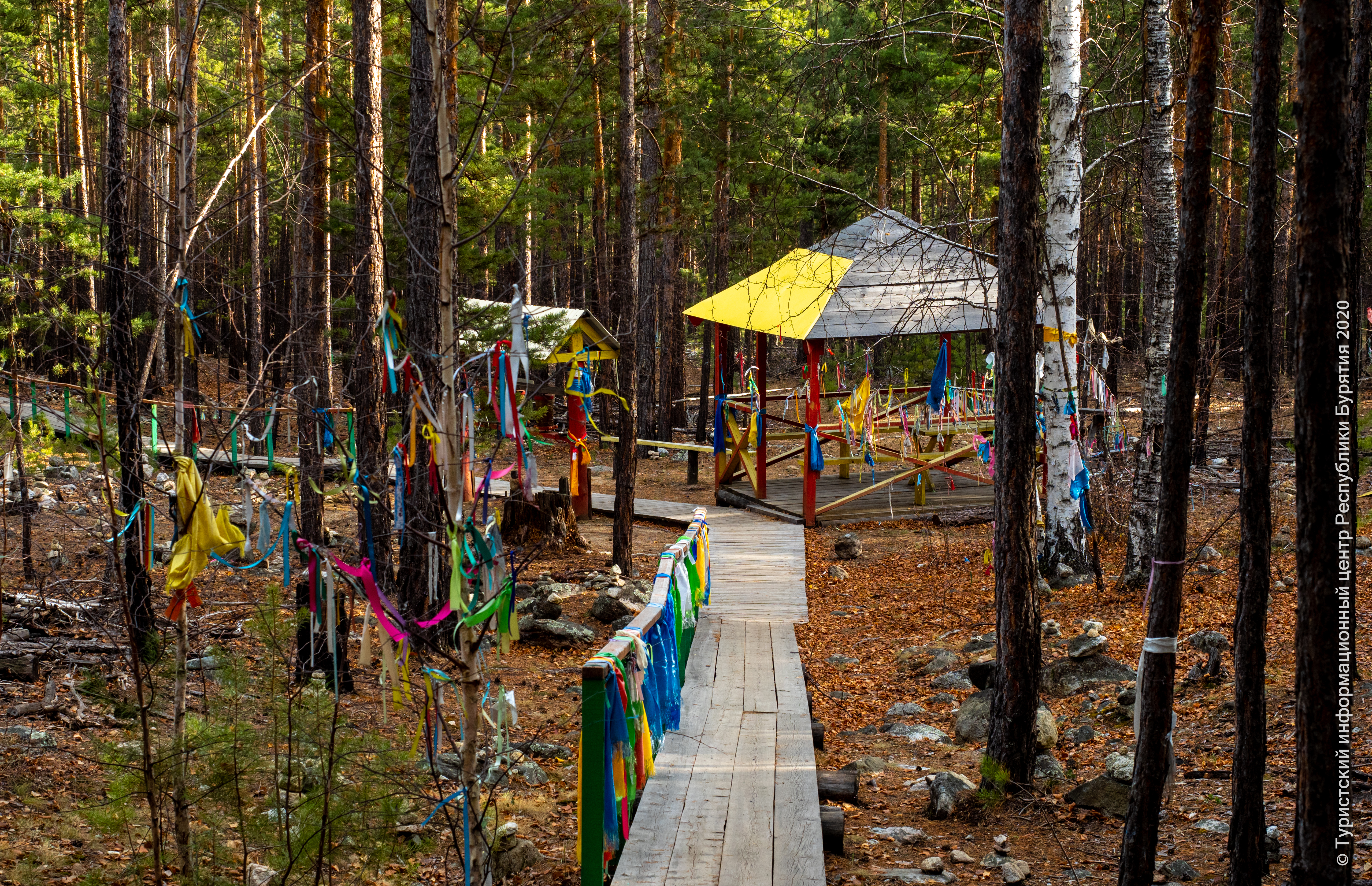
Тропа к Лику богини Янжимы

## Обретение Лика Янжимы

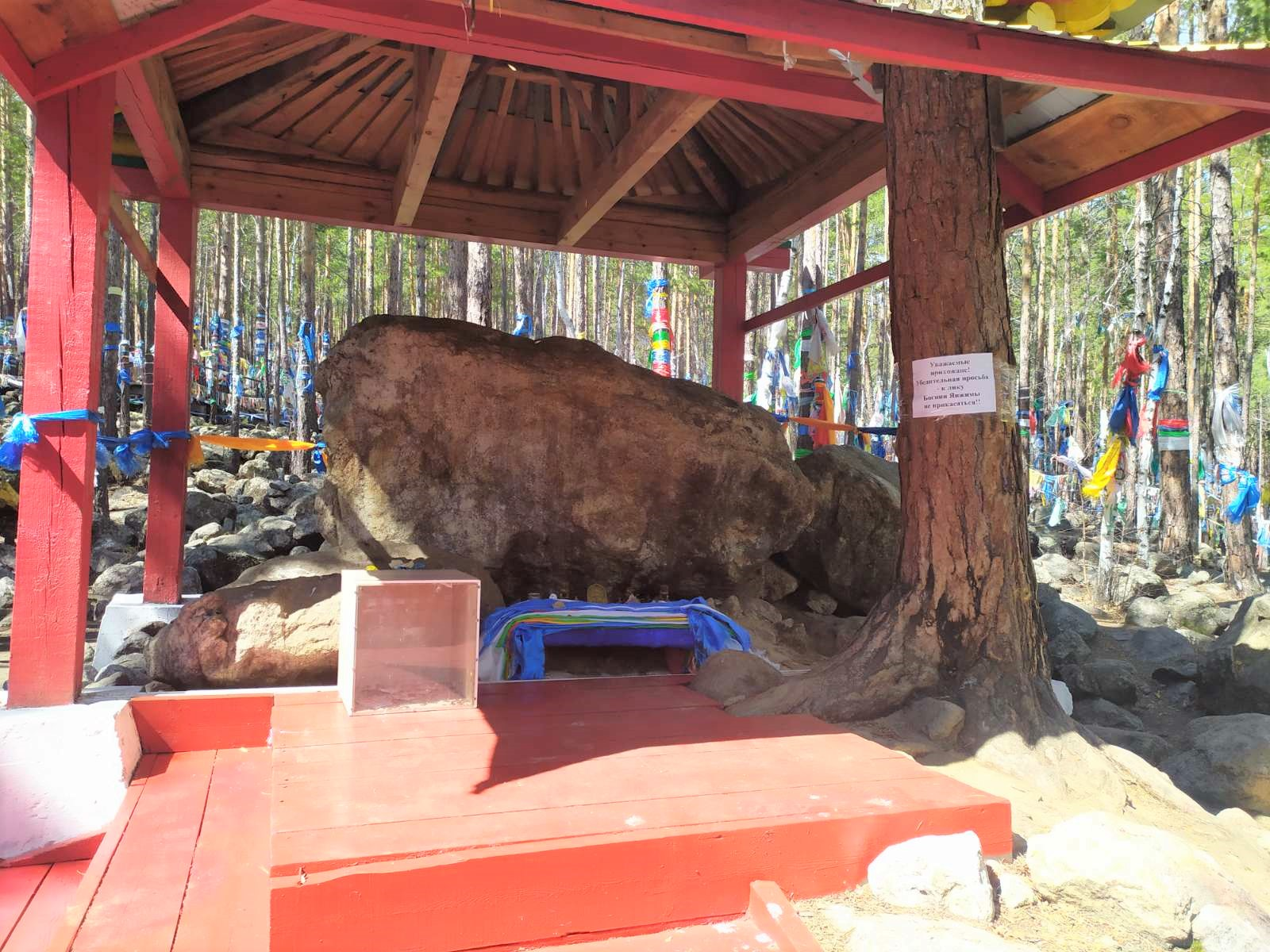
Лик Богини Янжимы. Май 2021 года

Скалистая гора Улзы-хаан в Баргузинском районе Бурятии издревле считалась сакральным местом у местных буддистов. Старейшины утверждали, что в этих местах должны быть спрятаны культовые предметы из разрушенного в 30-е годы XX столетия Баргузинского дацана. Но никто не решался искать их, пока случайно местный житель не обнаружил здесь в 1996 году ритуальную пирамидку «цаца» — ступу тысячи будд. 

2 мая 2005 года  (24 день месяца Дракона по лунному календарю) на этому месте группа буддистов Бурятии во главе с Пандито Хамбо-ламой Д. Б. Аюшеевым обнаружила большой валун с изображением лика богини Янжимы. Некоторым богиня показалась танцующей, другим — беременной, а третьим — держащей на руках ребёнка. Богиня Янжима обладает чудотворной способностью дарить детей тем, кто давно ждет и уже отчаялся их иметь. Поэтому неподалеку от камня всегда лежат игрушки. 

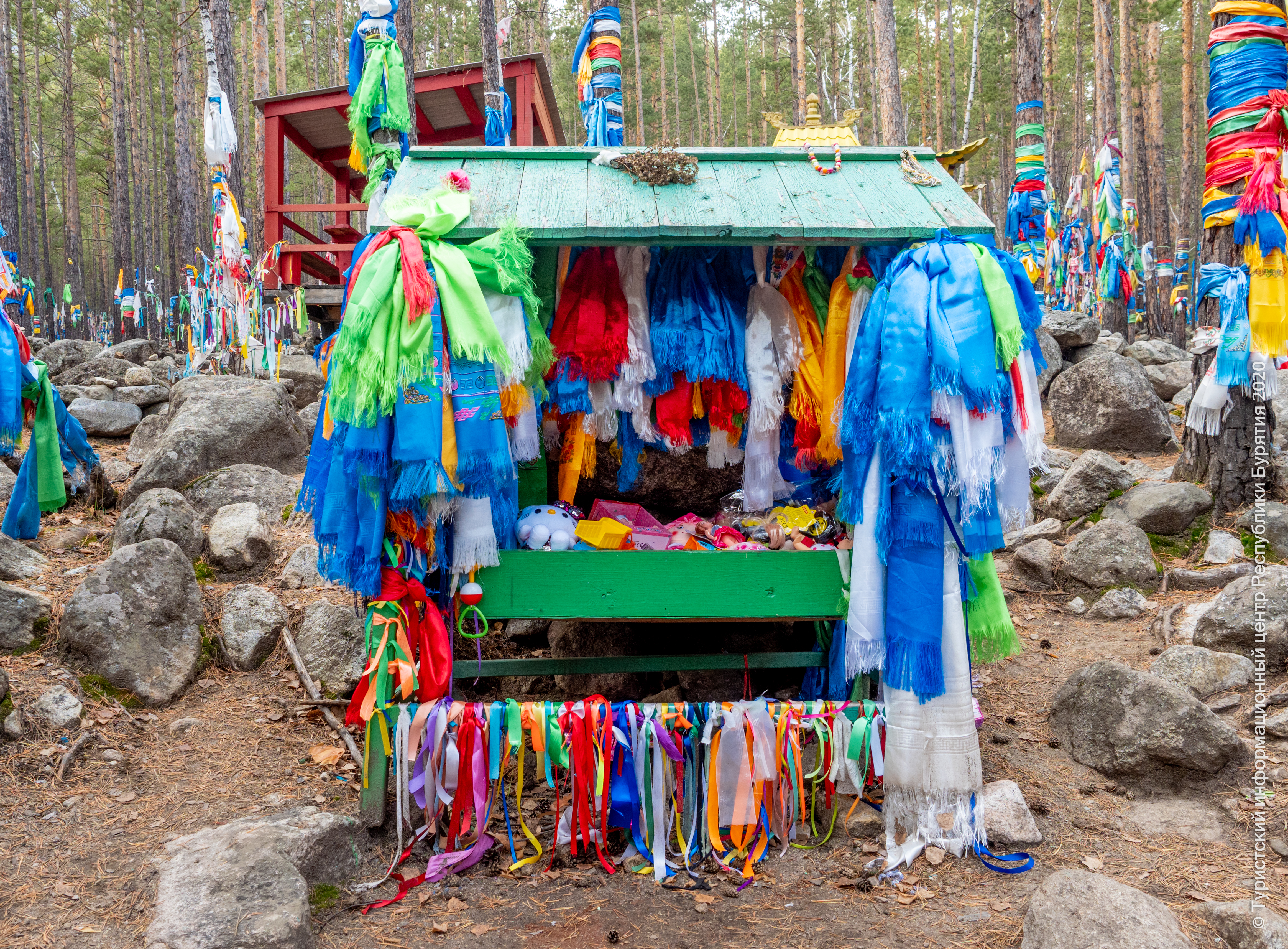
Игрушки как символ просьбы о рождении ребёнка у Лика богини Янжимы в Бурятии

## Расположение
Путь к камню, на котором проявилась богиня Янжима, начинается сразу за Баргузинским дацаном. Обозначенная тропа (примерно 1,5 км) ведет через вековой лес, наполненный сосновым духом и звуками тайги. По обеим сторонам тропинки висят разноцветные хадаки, а также флажки удачи хий-морин. У входа на тропу есть визитно-информационный центр. Здесь можно купить буддийскую атрибутику или заказать молебен.

## Праздник обретения Лика богини Янжимы
Ежегодно 24 день месяца дракона по лунному календарю в Баргузинском дацане отмечается годовщина проявления Лика богини Янжимы. В этот день в Баргузинском дацане проводится буддийский обряд почитания богини, а также молебен во имя благополучия всех живых существ. Там же устраивают концерт и зрелищные спортивные состязания — национальная борьба, стрельба из лука, конные скачки.